# Liste der Mitglieder der Deutschen Akademie der Naturforscher Leopoldina/1904
Die Liste der Mitglieder der Deutschen Akademie der Naturforscher Leopoldina für 1904 enthält alle Personen, die im Jahr 1904 zum Mitglied ernannt wurden. Insgesamt gab es 16 neu gewählte Mitglieder.

## Neu gewählte Mitglieder
| Nr.  | Name                                          | Geboren       | Aufnahme | Gestorben     | Fachsektion                       | Bild                                          |
| ---- | --------------------------------------------- | ------------- | -------- | ------------- | --------------------------------- | --------------------------------------------- |
| 3173 | Friedrich (Fritz) Karl Adolph Pfuhl           | 20. Mai 1853  | 6. Jan.  | 16. Juli 1913 | Botanik                           |                                               |
| 3174 | Theodor Wilhelm Johannes Becker               | 23. Juni 1840 | 8. Jan.  | 30. Juni 1928 | Zoologie und Anatomie             | Theodor Wilhelm Johannes Becker               |
| 3175 | Franz Weidenreich                             | 7. Juni 1873  | 8. Jan.  | 11. Juli 1948 | Zoologie und Anatomie             |                                               |
| 3176 | Ernst Moritz Heinrich Göppert                 | 4. Jan. 1866  | 5. Feb.  | 23. März 1945 | Zoologie und Anatomie             |                                               |
| 3177 | Wolfgang Josef Pauli                          | 11. Sep. 1869 | 5. Mai   | 4. Nov. 1955  | Wissenschaftliche Medizin         |                                               |
| 3178 | Felix Exner                                   | 23. Aug. 1876 | 7. Mai   | 7. Feb. 1930  | Physik und Meteorologie           | Felix Exner                                   |
| 3179 | Karl Anton Mathias Grobben                    | 27. Aug. 1854 | 7. Mai   | 13. Apr. 1945 | Zoologie und Anatomie             |                                               |
| 3180 | Friedrich August Hans Benndorf                | 13. Dez. 1870 | 9. Mai   | 11. Feb. 1953 | Physik und Meteorologie           |                                               |
| 3181 | Franz Josef Maria Werner                      | 15. Aug. 1867 | 16. Mai  | 28. Feb. 1939 | Zoologie und Anatomie             | Franz Josef Maria Werner                      |
| 3182 | Hermann Ernst Graßmann                        | 8. Mai 1857   | 21. Jul. | 21. Jan. 1922 | Mathematik und Astronomie         |                                               |
| 3183 | Hans Adolf Eduard Driesch                     | 28. Okt. 1867 | 23. Jul. | 17. Apr. 1941 | Zoologie und Anatomie Physiologie | Hans Adolf Eduard Driesch                     |
| 3184 | Anton Lampa                                   | 17. Jan. 1868 | 23. Jul. | 28. Jan. 1938 | Physik und Meteorologie           | Anton Lampa                                   |
| 3185 | Otto Rudolf Martin Brendel                    | 12. Aug. 1862 | 29. Jul. | 6. Sep. 1939  | Mathematik und Astronomie         |                                               |
| 3186 | Paul Kumm                                     | 19. Nov. 1866 | 4. Aug.  | 14. Sep. 1927 | Botanik                           |                                               |
| 3187 | Ludwig Pincus                                 | 9. Aug. 1859  | 30. Sep. |               | Wissenschaftliche Medizin         |                                               |
| 3188 | Paul Georg Heinrich Martin Reinhold Leverkühn | 12. Jan. 1867 | 24. Okt. | 5. Dez. 1905  | Zoologie und Anatomie             | Paul Georg Heinrich Martin Reinhold Leverkühn |